# François Bon
François Bon (Luçon, 22 maggio 1953) è uno scrittore e traduttore francese.

## Biografia
François Bon vive l'infanzia e l'adolescenza a Saint-Michel-en-l'Herm, nel Marais poitevin, e successivamente a Civray nella Vienne. Figlio di padre meccanico e madre maestra, si appassiona sin da subito alla letteratura. In seguito agli studi ingegneristici all'ENSAM (senza ottenere, tuttavia, il diploma), lavora molti anni nell'industria in Francia (Acciaierie nella Lorena e Sciaky, industria di saldatura a Vitry sur Seine) e all'estero, dove si specializza nella saldatura con fascio di elettroni lavorando a Mosca, Praga, Bombay e Göteborg.

## Opere letterarie
Nel 1982 pubblica il suo primo romanzo, Sortie d'usine, edizione Minuit. Due anni dopo viene nominato pensionnaire all'Académie de France à Rome e da quel momento inizia a dedicarsi interamente non solo alla letteratura e ai libri, ma anche alla radio, al teatro, ai film, ai laboratori di scrittura e alla traduzione. A partire dal 1993, con Dans la ville invisible, inizia a scrivere anche alcuni libri per bambini e adolescenti, entrando a pieno titolo in quella che in Francia veniva chiamata litteràture d'enfance et de jeunesse (LEJ).
François Bon è, inoltre, un drammaturgo, autore di molteplici pièces teatrali, tra le quali Au Buffet de la gare d'Angoulême (1999), Bruit (2000), Quatre avec le mort (2002), Quoi faire de son chien mort (2004). Nel 2003 si interessa all'affare Daewoo, riguardante la delocalizzazione intrapresa dall'azienda coreana di tre fabbriche in Lorena, con il conseguente licenziamento di oltre mille dipendenti. Da questo lavoro d'inchiesta nascerà un'opera teatrale, messa in scena da Charles Tordjman e presentata al Festival d'Avignone nel luglio del 2004. Lo spettacolo riceverà un Molière (Miglior spettacolo della regione, 2005) e il Prix du Syndicat de la critique (Migliore creazione in lingua francese, 2004-2005). Lo stesso anno François Bon pubblicherà questa inchiesta anche sotto forma di romanzo, intitolato Daewoo.
Come scrittore redige delle trasmissioni radiofoniche dedicate ai Rolling Stones e ai Led Zeppelin e una rubrica con Claude Guerre su Bob Dylan (2007), tutte per France Culture: di questi artisti scriverà inoltre, una trilogia di biografie rock, pubblicate rispettivamente nel 2002, 2008 e 2006.
Parallelamente al suo lavoro di scrittore, nel 2012 inizia una serie di traduzioni di storie e saggi dell'autore americano H.P Lovecraft, che pubblicherà nel 2015 e per le quali creerà un sito internet dedicato, The Lovecraft Monument. Nello stesso anno inoltre, pubblica Autobiographie des objets (2012), opera influenzata dalle sue esperienze di vita che rappresenta una lettura del passato attraverso sessantaquattro "oggetti".
Successivamente, nel giugno del 2016, pubblica una nuova traduzione del racconto Bartleby di Herman Melville, e di alcune storie di fantasmi di Ambrose Bierce.
Bon propone regolarmente delle performance multimediali in collaborazione con musicisti come Dominique Pifarély, Vincent Ségal o Kasper T. Toeplitz.

## Pioniere della letteratura online
François Bon crea, a partire dal 1997, uno dei primi siti web consacrati alla letteratura, presto ribattezzato Remue.net e in seguito tierslivre.net, che diventerà il suo principale luogo d'espressione e di creazione: egli cerca di dar vita ad un Internet capace di resistere alla standardizzazione. Il suo interesse per la letteratura online lo porta ad appassionarsi alla fotografia digitale (tumulte.net, che diventerà, poi, un libro pubblicato nel 2006) e a partecipare a degli incontri nei quali interviene sulla questione dell'evoluzione della letteratura digitale: l'autore è infatti convinto che l'avvento di Internet abbia la stessa importanza della rivoluzione portata dall'invenzione della stampa da parte di Gutenberg. Queste attività lo porteranno a lanciare una piattaforma d'edizione di testi digitali, Publie.net (dal 2008 al 2013), e a pubblicare il saggio Après le livre (edizione Seuil, 2011) sullo sviluppo digitale del libro.
Tra il 2007 e il 2009 collabora alle edizioni Seuil per fondare, con Bernard Comment, la collezione Déplacements che l'autore mette on line sul suo blog tierslivre.net e dove edita una decina di libri.
Bon fonda, nel 2016, la sua personale casa editrice, Tiers Livre Éditeurs, a completamento del suo blog online, e si dedica alla pubblicazione sia di libri a stampa che di libri digitali.

## Laboratori di scrittura
Parallelamente al suo lavoro di autore, François Bon si è specializzato nei laboratori di scrittura rivolti ad un pubblico socialmente disagiato, come ad esempio i detenuti, ma non solo: si dedica, infatti, anche agli studenti (École nationale supérieure des beaux-arts, École normale supérieure) e agli insegnanti (Tous les mots sont adultes, Fayard, 2005). Inizia quest'esperienza nel 1983 per poi proseguire presso la prigione di Poitiers nel 1988. Tre anni dopo, nel 1991, lavora quattro mesi al Liceo Jacques Brel presso La Courneuve - esperienza che lo porterà alla pubblicazione di Sang gris (Verdier, 1991) - e successivamente nei Collegi di Villepinte, Bagnolet e Bobigny. Dopo il 1993 interviene a Montpellier, Sète e Lodève, dedicandosi ai collegiali, ai detenuti, ai disoccupati, ecc.
Nel 2005 continua a svolgere dei laboratori di scrittura per gli studenti del Liceo Professionale di Pantin e del Liceo Professionale Fernand Léger a Argenteuil, dove resterà un anno, realizzando un documentario di 56 minuti con Fabrice Cazeneuve, La vie par les bords, co-prodotto e diffuso dalla rete televisiva Arte il 12 gennaio 2006, nel quale i liceali si esprimono sulla loro scoperta del mondo del lavoro. François Bon e Fabrice Cazeneuve avevano già realizzato assieme Avoir vingt ans dans les petites villes (1995) e Paysage de fer (2003), anch'esso co-prodotto da Arte.
Tra il 2009 e il 2010, oltre ad intervenire in laboratori di scrittura a Sciences-Po Paris fino al 2014, è ospite come professore di scrittura creativa all'università Laval (Québec, Canada) e all'Università di Montréal, mentre l'anno successivo è ospitato come artista presso l'Università Cattolica di Louvain, in Belgio, per una masterclass di scrittura e una serie di conferenze sullo sviluppo digitale del libro.
Nel settembre 2013 si unisce all'équipe di insegnanti della Scuola Superiore d'Arte di Cergy-Pontoise, dove ancora oggi detiene la cattedra di scrittura creativa.

## Opere

### Romanzi e storie
- Sortie d'usine, Parigi, Minuit, 1982 ISBN 978-2-7073-0630-2 – nuove edizioni nel 1985 e 2011
- Limite, Parigi, Minuit, 1985
- Le Crime de Buzon, Parigi, Minuit, 1986
- Décor ciment, Parigi, Minuit, 1988
- Calvaire des chiens, Parigi, Minuit, 1990
- L'Enterrement, récit, Lagrasse, Verdier, 1991 – ripreso nella collezione Folio nel 1994 ; riedito Folio 2004
- Temps machine, récit, Lagrasse, Verdier, 1992
- Un fait divers, Parigi, Minuit, 1994
- C'était toute une vie, récit, Lagrasse, Verdier, 1995
- Parking, Parigi, Minuit, 1996
- Voleurs de feu - Les vies singulières des poètes, récit, illustrato da François Place, Parigi, Hatier, 1996
- Prison, récit, Lagrasse, Verdier, 1997
- Impatience, Parigi, Minuit, 1998
- Tous les mots sont adultes, Parigi, Fayard, 2000 – edizione rivista e aumentata nel 2005
- Paysage fer, récit, Lagrasse, Verdier, 2000 – riedizione nella collezione Verdier poche, 2014
- 15021, récit, foto di Jérôme Schlomoff, Coaraze, L'Amourier éditions, 2000
- Mécanique, récit, Lagrasse, Verdier, 2001
- Daewoo, Parigi, Fayard, 2004 – riedizione nel Livre de poche, 2006
- Tumulte, Parigi, Fayard, 2006
- L'Incendie du Hilton, Parigi, Albin Michel, 2009

### Libri di letteratura d'infanzia e giovanile
- Dans la ville invisible, Paris, Gallimard Jeunesse, 1993
- 30, rue de la Poste, Paris, Seuil Jeunesse, 1996
- Autoroute, Paris, Seuil Jeunesse, 1998

### Saggi e biografie
- La Folie Rabelais, Parigi, Minuit, 1990
- François Place, illustrateur, Parigi, Casterman, 1994 - edizione rivista e aumentata
- Dehors est la ville, saggio sul pittore Edward Hopper, Parigi, Flohic, 1998
- Pour Koltès, saggio, Besançon, Solitaires Intempestifs, 2000
- Rolling Stones, une biographie, Parigi, Fayard, 2002; riedizione nel Livre de Poche, 2004
- Bob Dylan, une biographie, Parigi, Albin Michel, 2007; riediziione nel Livre de poche, 2009
- Rock'n roll, un portrait de Led Zeppelin, Parigi, Albin Michel, 2008
- Billancourt, sur des photos d'Antoine Stéphani, Parigi, Cercle d'art, 2004
- Petit Palais, sur des photos d'Antoine Stéphani, Parigi, Cercle d'art, 2005
- Après le livre, Parigi, Seuil, 2011 ISBN 978-2021-055344
- Autobiographie des objets, Parigi, Seuil, 2012
- Proust est une fiction, Parigi, Seuil, 2013
- Fragments du dedans, Parigi, Grasset, 2014

### Teatro
- Quatre avec le mort, Parigi, Verdier, 2002
- Quoi faire de son chien mort, Besançon, Solitaires intempestifs, 2004
- Dialogue avec ta mort, Tiers Livre éditeur, 2016

### Siti ai quali partecipa
- Sito personale tierslivre.net
- Remue.net, sito di collezione letteraria, fondato da François Bon (2000-2005)
- Publie.net, casa editrice digitale (2008-2013)
- Twitter, Facebook, Instagram, Youtube

## Performance
- Formes d'une guerre, performance digitale, con Dominique Pifarély (violino, elaborazione digitale), Philippe De Jonckheere (immagini, proiezioni), Michele Rabbia (percussioni, elaborazione digitale), creazione Montbelliard 2010, recitato a Lyon, Poitiers, Louvain-la-Neuve.
- Une traversée de Buffalo, performance digitale, con Dominique Pifarély (violino, elaborazione digitale), creazione Québec 2010, recitato a Nantes (Lieu Unique), Marseille, Chambord, Tours (Petit Faucheux).

## Premi e riconoscimenti
- 1984-1985 : pensionnaire dell'Académie de France à Rome.
- 1987-1988 : lauréat del Deutscher Akademischer Austauschdienst (Berliner Künstlerprogramm).
- 1991 : lauréat della Fondation Bosch (Stuttgart).
- 1992 : Prix Paul Vaillant-Couturier per L'Enterrement.
- 1992 : Prix du livre en Poitou-Charentes per L’Enterrement.
- 1993 : Prix Télérama per Dans la ville invisible.
- 2000 : Prix France Culture / revue Urbanisme « La ville à lire » per Paysage fer.
- 2002 : Prix Louis-Guilloux per Mécanique.
- 2002 : Prix d'automne de la Société des gens de Lettre per Rolling Stones.
- 2004 : Prix Wepler per Daewoo.
- 2015 : Mission Stendhal (archives Lovecraft à Providence).